# Otra piel
Otra piel es el cuarto álbum de estudio de Malú, editado el 30 de junio de 2003 por Sony Music y Pep's Records, con la dirección musical de Kiko Campos y la ingeniería de Jossel Calveiro. Contiene doce nuevas canciones y se grabó en México y Miami. De este trabajo se sacaron tres sencillos y un dúo, «Devuélveme la vida» junto a Antonio Orozco. Además incluye composiciones de nombres como el propio Kiko Campos, David Santiesteban, Amary Gutiérrez o David DeMaría.

## Promoción
Tras el éxito de la bailable, «Toda», la compañía apostó por un disco más movido, aunque nunca sin renunciar a las clásicas baladas de Malú. La elección del sencillo de presentación del álbum iba a ser «Hechicera», un tema muy pegadizo. Pero justo en ese momento, Marcos Llunas lanzaba álbum y sencillo bajo el mismo sello y con el nombre de Hechichera, así que finalmente se optó por «No me extraña nada». El sencillo que más repercursión obtuvo fue el segundo, «Enamorada», y tras este se lanzó un tercero fantasma, ya que tuvo escasa promoción y que fue «Inevitable». La promoción por parte de la compañía discográfica fue tan escasa que no se llegó a grabar ningún vídeoclip de ninguno de los sencillos del disco.

## Recepción
El álbum debutó en la posición once de los discos más vendidos en España y superó las 80 000 copias vendidas alcanzando el disco de oro.
Otra piel permaneció 18 semanas en la lista de los 100 discos más vendidos de la Lista AFYVE entonces, ahora Promusicae.

## Lista de canciones
| Otra piel |                                           |                                            |          |  |
| N.º       | Título                                    | Escritor(es)                               | Duración |  |
| 1.        | «No me extraña nada»                      | Fernando Riba · Kiko Campos                | 4:24     |  |
| 2.        | «Enamorada»                               | David DeMaría · David Santisteban          | 3:20     |  |
| 3.        | «Como un ángel»                           | David DeMaría · David Santisteban          | 3:20     |  |
| 4.        | «Inevitable»                              | Kiko Campos                                | 4:14     |  |
| 5.        | «La ley de los hombres»                   | David DeMaría · David Santisteban          | 3:47     |  |
| 6.        | «Otra piel»                               | Amaury Gutiérrez                           | 3:55     |  |
| 7.        | «Tú»                                      | David DeMaría · David Santisteban          | 3:18     |  |
| 8.        | «Te amo por eso»                          | Kiko Campos                                | 4:31     |  |
| 9.        | «Hechicera»                               | Mohamed Helal                              | 4:30     |  |
| 10.       | «Vuelvo a él»                             | Tommy Faraguer · Jennifer Kart             | 3:32     |  |
| 11.       | «Ahora»                                   | Félix Pizarro · David Villar · Daniel Ruiz | 3:45     |  |
| 12.       | «Devuélveme la vida» (con Antonio Orozco) | Antonio Orozco                             | 4:06     |  |

## Créditos y personal
- Malú: artista principal, voz, coros, percusiones
- Rubén López: ingeniero de grabación, mezclas
- Nando Hernández: arreglos, programación, teclados
- Roberto Arballo: guitarra eléctrica
- Richard Bravo: percusiones
- Jeff Kievit: bajo, primera trompeta
- Tony Concepción: segunda trompeta
- Dana Teboe: trombón
- Ed Calle: saxofón tenor
- Ramón Stagnaro y Jaime de la Parra: guitarra acústica
- Lorenzo González de Gortari: solo violín, cuerdas
- Paco Rosas: programación, arreglos, guitarras
- Pepe Hernández: bajos
- Álvaro López: batería
- Eugenio Toussaint: arreglos
- Juan Carlos Toribio: arreglos, programación, teclados
- Jossel Calveiro: ingeniero de grabación de voz
- Jorge Félix: ingeniero asistente
- Pablo Chávez, Arturo Mena y Eduardo López: ingenieros asistentes
- Kiko Campos: producción, arreglos
- Javier Portugués, Marta Bosch y Borja Ilian: soporte de producción
- Omar Cruz: fotografía
- Alejandro Rodríguez: ingeniero de temas adicionales
- Analí y Jano: coros
- Kate Senties: coordinación de producción
- Michael Fuller: masterización
- Jesús Ugalde: fotografía
- Ana Ruiz: musigrafía

Créditos adaptados desde las notas de Otra piel (2003) y RateYourMusic.

## Posicionamiento en listas

### Listas semanales
| Listas (2003)       | Mejor posición |
| ------------------- | -------------- |
| España (PROMUSICAE) | 11             |

## Certificaciones
| País (organismo certificador) | Certificación | Unidades certificadas |
| ----------------------------- | ------------- | --------------------- |
| España (PROMUSICAE)           | Oro           | 80 000                |